# Гратинский, Михаил Андреевич
Михаил Андреевич Гратинский (Грацинский) (1770—1828) — протоиерей Русской православной церкви, полковой священник Кавалергардского полка с 1806 по 1822 год, награждён золотым крестом на Георгиевской ленте. Участник Отечественной войны 1812 года. В РГВИА имеются документы, относящиеся к Гратинскому.

## Биография
Родился в ноябре 1770 года в семье протоиерея, воспитывался в Александро-Невской семинарии.
26 июня 1791 года, по окончании семинарии, поступил диаконом в Санкт-Петербургский Петропавловский собор. 3 апреля 1793 года был переведен в Морской Богоявленский собор.
3 февраля 1797 года Гратинский был рукоположён в сан священника и направлен на службу в храм Преображения Господня лейб-гвардии Преображенского полка, а 23 декабря 1800 года, по высочайшему повелению, переведен в Кавалергардский полк.
4 мая 1804 года был возведен в сан протоиерея. В этом же году участвовал с полком в антинаполеоновской кампании в Австрии и находился в сражении при Аустерлице. 25 марта 1807 года отправился с полком в Пруссию.
В 1812 году полк, в котором служил Гратинский, был направлен в Вильно, затем отступал в глубь России. 26 августа отец Михаил принял участие в Бородинском сражении.
После сдачи Москвы оставался в городе и исполнял службу священнослужителя. После освобождения Москвы отец Михаил был награждён Александром I золотым крестом на Георгиевской ленте и стал духовником Александра I.
К своему полку, находившемуся в Германии, отец Михаил вернулся 3 марта 1813 года и вместе с ним проследовал «через Шлезию, Пруссию, Богемию, где 18 августа находился при действительном сражении при Кульме, потом через Саксонию, владение Веймарское, Виртенбергское, Баварское до Рейна». Затем он попал в пределы Франции, «где 13 марта при местечке Фершампенуазе был при действительном сражении». 19 марта вступил с полком в Париж и с полком же, по окончании кампании, вернулся обратно.
С 1815 года состоял благочинным церквей Гвардейского корпуса.
В 1822 году был переведен в придворный собор Зимнего дворца, где прослужил шесть с половиной лет.
Умер от водянки 17 июля 1828 года. Похоронен в Санкт-Петербурге на Смоленском кладбище.
После смерти его остались — жена Марья Степановна (52 года) и сын Иван (22 года).

## Награды
- наперсный крест (1806), камилавка (1807);
- орден Св. Анны 2-й степени (за Бородинское сражение, 1812);
- золотой крест на Георгиевской ленте (1813);
- алмазные знаки к ордену Св. Анны 2-й степени («за усердное выполнение во все время нынешней войны христианского обряда на месте сражения над умирающими и тяжелоранеными», 1814);
- наперсный крест на Владимирской ленте (в память войны 1812 года, 1818);
- палица (1823).